# 教士
教士（きょうし、英:Teacher）は、武道における称号の第2位。上位の称号に「範士」、下位の称号に「錬士」がある。
表記の仕方は、称号の上に取得した武道の名称を付す（〔例〕「剣道教士」）。取得称号及び段位を表記する場合は、称号の下に段位を付す（〔例〕「教士七段」）。

## 概要
1902年（明治35年）に大日本武徳会が定めた称号である。大日本武徳会は武道の総本山として剣道、弓道、柔道、居合術、杖術、薙刀術、槍術、銃剣術など各種の武道家に教士号を授与した。
1946年（昭和21年）、大日本武徳会は連合国軍最高司令官総司令部（GHQ）指令により解散したが、その後発足した全日本剣道連盟や全日本弓道連盟などが大日本武徳会の事業を継承し、称号を授与している。
ただし、武道の称号には学位のような法的根拠や規制がなく、あくまで民間資格であるため、大日本武徳会の事業を継承する財団法人のほかにも小規模な任意団体なども授与しており、個人の自称に近いものまである。

## 大日本武徳会の教士

### 沿革
1895年（明治28年）、小松宮彰仁親王を総裁として大日本武徳会が発足した。同会は精錬証という表彰制度を定め、毎年の武徳祭大演武会において優秀な武術家に授与した。
1902年（明治35年）、大日本武徳会は「武術家優遇例」を定め、「範士」と「教士」の2称号を新設した。これにより精錬証は教士の下位となった。
1918年（大正7年）、武術家優遇例が「武術家表彰例」に改定された。
1942年（昭和17年）、太平洋戦争下の国策で大日本武徳会が厚生省、文部省、陸軍省、海軍省、内務省の所管する政府の外郭団体に改組されたことにより、教士号も民間団体の称号から政府外郭団体の称号としての意義を持つようになった。
1943年（昭和18年）、審査規定の改定により、教士は「達士」に改称された。
1945年（昭和20年）、日本の敗戦により大日本武徳会は民間団体に戻った。
1946年（昭和21年）、連合国軍最高司令官総司令部の武道禁止令により大日本武徳会は解散した。

### 武術家優遇例
1902年（明治35年）5月7日
- 第一条　本会ハ武術家優遇ノ趣旨ヲ明カニセンガ為メ左ノ各項ノ資格ヲ具備スル者ニ就キ詮衡委員会ノ推薦ニ依リ総裁宮殿下ノ御裁可ヲ経テ範士、教士ノ称号ヲ授与ス

範士ノ称号ヲ受クベキ者ノ資格
一、斯道ノ模範トナリ兼テ本会ノ為メ功労アル者
二、丁年（満二十歳）ニ達シタル後四十年以上武術ヲ鍛錬シタル者
三、教士ノ称号ヲ有スル者
教士ノ称号ヲ受クベキ者ノ資格
一、品行方正ニシテ本会ヨリ精錬証ヲ受ケタル者
二、武徳祭大演武会ニ於テ武術ヲ演ジタル者
- 第二条　詮衡委員ハ会長之ヲ推薦ス
- 第三条　範士ノ数ハ各武術を通ジテ三十人ヲ超エルヲ得ズ
- 第四条　範士、教士ノ称号ニハ其ノ術ノ名称ヲ冠ス
- 第五条　範士ニハ終身弐拾五円以内ノ年金ヲ贈与ス
- 第六条　本会ノ教授ハ範士、教士ノ称号ヲ有スル者ヨリ之ヲ招聘ス
- 第七条　範士、教士ニシテ其ノ栄誉ヲ汚辱スル行為アリタルトキハ詮衡委員会ノ決議ニ依リ其ノ称号ヲ褫奪ス

## 全日本剣道連盟の教士
一般財団法人全日本剣道連盟は、次の資格を具備する者に審査を経て剣道および居合道、杖道の教士号を授与している。
1. 教士は、剣理に熟達し、識見優秀なる者。
2. 錬士七段受有者で、七段受有後2年を経過し、加盟団体の選考を経て加盟団体会長より推薦された者。

これに加え、
1. 剣道実技の修錬を続けている者。
2. 錬士以下を指導する立場にある者として、社会的識見に富み、健全な社会生活を営む者。
3. 全剣連または加盟団体が行う講習を受け、教士として必要とされる、日本剣道形・審判法・指導法等の知識、実技について能力の認定を受け、かつ、剣道の指導および審判の経験を有する者。

が要件である。
1. 日本剣道形、審判法
2. 指導法、剣道に関する一般教養
3. 小論文

の3科目群の筆記試験を行い、審査員6名中4名以上の合意により合格となる。合格者名は全剣連の広報紙『月刊剣窓』および剣道専門雑誌の『剣道日本』、『剣道時代』にて公表される。
なお、2000年（平成12年）4月1日に現行の制度に改正されるまでは、五段から教士の受審資格があったため、「教士六段」などが存在したが、現行の制度では取得できない。

## 全日本弓道連盟の教士
公益財団法人全日本弓道連盟は、次の資格を具備する者に審査を経て弓道教士号を授与している。
1. 人格、技能、識見、共に備わり、弓道指導に必要な学識、教養及び実力を有し、 且つ功績顕著なること。
2. 錬士の称号を受有すること。

## 全日本空手道連盟の教士
公益財団法人全日本空手道連盟は、次の資格を具備する者に審査を経て空手道教士号を授与している。
1. 六段以上取得後2年以上。
2. 錬士取得後1年以上。全国審判員。日本スポーツ協会公認空手道コーチ以上。全空連3級資格審査員以上。
3. 50歳以上。
4. 指導者として、斯道に功績顕著であり、技能見識が備わっていること。

## 全日本なぎなた連盟の教士
公益財団法人全日本なぎなた連盟は、なぎなた教士号を授与している。

## 全日本銃剣道連盟の教士
公益社団法人全日本銃剣道連盟は、銃剣道および短剣道の教士号を授与している。

## 全日本槍道連盟の教士
一般社団法人全日本槍道連盟は、槍道および斧道の教士号を授与している。

## 日本水泳連盟の教士
公益財団法人日本水泳連盟は、日本泳法の資格として、「人格、技量、識見ともに備わり、日本泳法の普及・発展と保存に貢献した者」に教士を授与している。受験資格を有する者は、練士を授与されてから5年以上経過した30歳以上の者である。